# Liste der norwegischen Botschafter in Chile
Dies ist eine Liste der norwegischen Gesandten in Chile.
Die norwegische Botschaft befindet sich in San Sebastián 2839, Of. 509, Las Condes, Casilla 2431 in Santiago de Chile.
| Ernennung Akkreditierung | Name                              | Bemerkungen     | ernannt von           | akkreditiert bei der Regierung | Posten verlassen |
| ------------------------ | --------------------------------- | --------------- | --------------------- | ------------------------------ | ---------------- |
| 1919                     | David Richardson                  | Vicekonsul      |                       |                                |                  |
| 1922                     | Einar Maseng                      | Geschäftsträger | Otto Albert Blehr     | Arturo Alessandri Palma        |                  |
| 1926                     | J.G. Raeder                       |                 | Ivar Lykke            | Arturo Alessandri Palma        |                  |
| 1936                     | Rolf Otto Andvord                 |                 | Johan Nygaardsvold    | Carlos Dávila Espinoza         |                  |
| 1942                     | Arild Huitfeldt                   |                 | Vidkun Quisling       | Juan Antonio Ríos Morales      |                  |
| 1947                     | Thobroe Olmer                     |                 | Einar Gerhardsen      | Alfredo Duhalde                |                  |
| 1960                     | Jorge Finne-Gronn                 |                 | Einar Gerhardsen      | Jorge Alessandri Rodríguez     |                  |
| 1967                     | Christian Prahl Reusch            |                 | Per Borten            | Eduardo Frei Montalva          |                  |
| 1969                     | Ditlef Knudsen                    |                 | Per Borten            | Eduardo Frei Montalva          |                  |
| 1973                     | Julius Christian August Fleischer | (* 1907)        | Trygve Bratteli       | Augusto Pinochet Ugarte        |                  |
| 1975                     | Frode Nilsen                      | [ 2 ]           | Trygve Bratteli       | Augusto Pinochet Ugarte        |                  |
| 1982                     | Helge Vindenes                    |                 | Gro Harlem Brundtland | Augusto Pinochet Ugarte        |                  |
| 1988                     | Frode Nilsen                      |                 | Gro Harlem Brundtland | Augusto Pinochet Ugarte        |                  |
| 1992                     | Reiulf Steen                      |                 | Gro Harlem Brundtland | Patricio Aylwin Azócar         |                  |
| 1996                     | Martin T. Bjorndal                |                 | Thorbjørn Jagland     | Eduardo Frei Ruiz-Tagle        |                  |
| 2006                     | Pal Moe                           |                 | Jens Stoltenberg      | Michelle Bachelet              |                  |
| 2006                     | Ole Reidar Bergum                 | Geschäftsträger | Jens Stoltenberg      | Michelle Bachelet              |                  |